# Carl Mydans

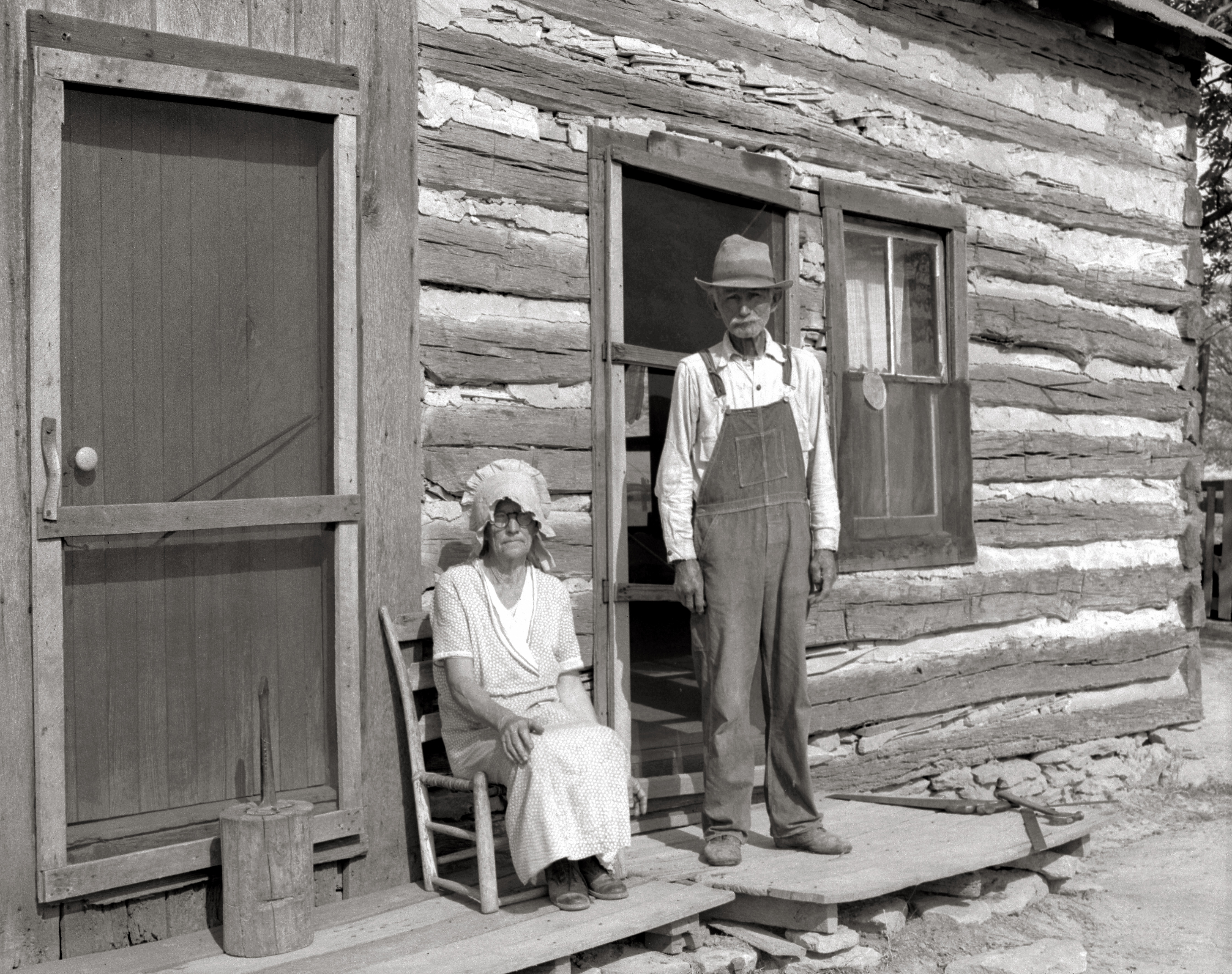
Nick Phillips (81 let) se ženou, Ashland, Missouri, 1936

Carl Mydans (20. května 1907, Boston – 16. srpna 2004, Larchmont,
New York) byl americký fotograf, který pracoval pro agenturu Farm Security Administration a časopis Life.

## Život a dílo
Mydans se začal věnovat fotografii na Bostonské univerzitě. Jako vysokoškolák pracoval pro The Boston Globe a Boston Herald. Po vysoké škole odešel do New Yorku jako spisovatel pro americký Banker a v roce 1935 do Washingtonu, kde získal členství ve skupině fotografů Farm Security Administration. Společnost FSA byla vytvořena v USA v roce 1935 v rámci New Deal. Jejím úkolem bylo v krizi pomáhat proti americké venkovské chudobě. FSA podporovalo skupování okrajových pozemků, práci na velkých pozemcích s moderními stroji a kolektivizaci. Se vstupem USA do druhé světové války však nastala změna: projekt FSA dostal jiné jméno – Office of War Informations (OWI) – a také jiný program. Ve válce musela propaganda ukazovat, jak jsou Spojené státy silné a ne jaké mají potíže. V roce 1948, kdy FSA zanikla, byla dokonce snaha pořízené dokumenty zničit, aby nemohly být použity pro propagandu komunistickou.
V roce 1936 nastoupil do časopisu Life jako jeden z jeho prvních zaměstnaných fotografů (podobně jako Alfred Eisenstaedt, Margaret Bourke-White, Thomas McAvoy a Peter Stackpole) a průkopník fotožurnalistiky.
Mydans zaznamenával fotografický obraz o životě a smrti v celé Evropě a Asii během druhé světové války. V roce 1941 byl se svou ženou Shelley zatčen, když jako novinář dokumentoval Japonce na Filipínách, téměř rok byl v Manile, pak téměř další rok v Šanghaji v Číně až do doby kdy byli propuštěni v rámci výměny válečných zajatců.
Mydans byl poslán zpátky do války v Evropě do klíčových bitev v Itálii a Francii. Do roku 1944 byl Mydans zpátky na Filipínách aby dokumentoval MacArthurovo přistání, kde vznikly některé z jeho nejslavnějších obrazů.
Mezi jeho slavnější obrazy patří: bombardování Čchung-čchingu, japonská kapitulace na palubě USS Missouri v roce 1945; rozzlobení francouzští občané holící hlavy žen obviněných ze spaní s Němci během okupace v roce 1944, místnost plná vzrušených vznešených mladých lidí a jejich usedlých starších příbuzných v roce 1954 a portrét Douglase MacArthura kouřícího dýmku z roku 1950.

## Galerie

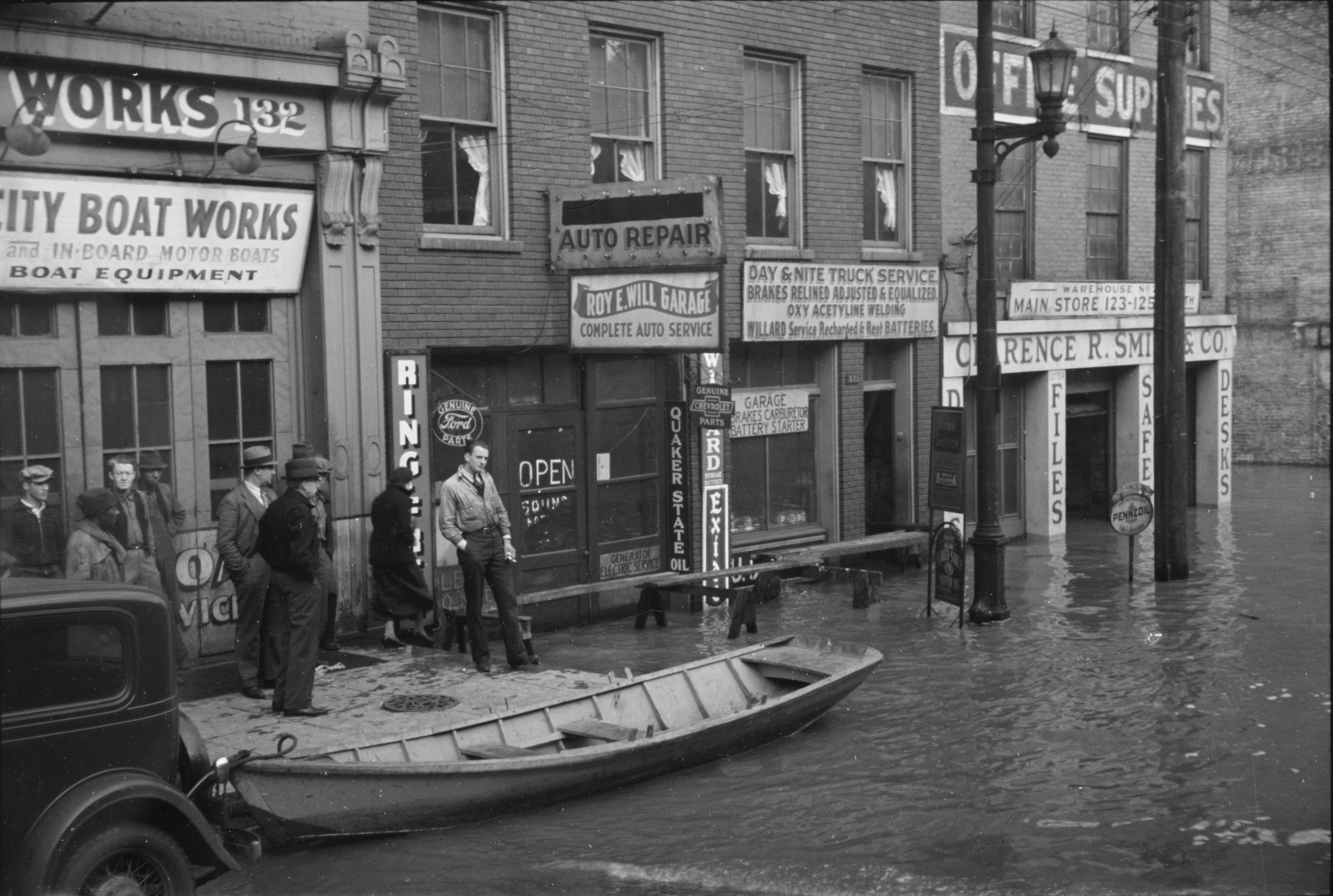
Záplavy, 1935, Louisville, Kentucky
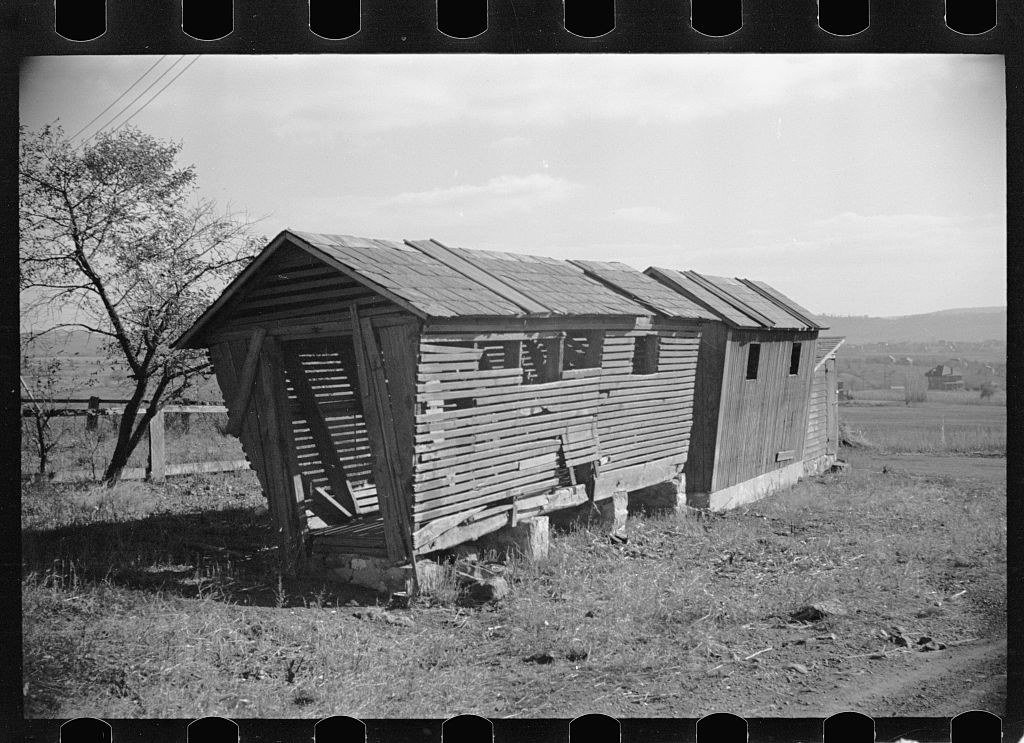
Pensylvánie
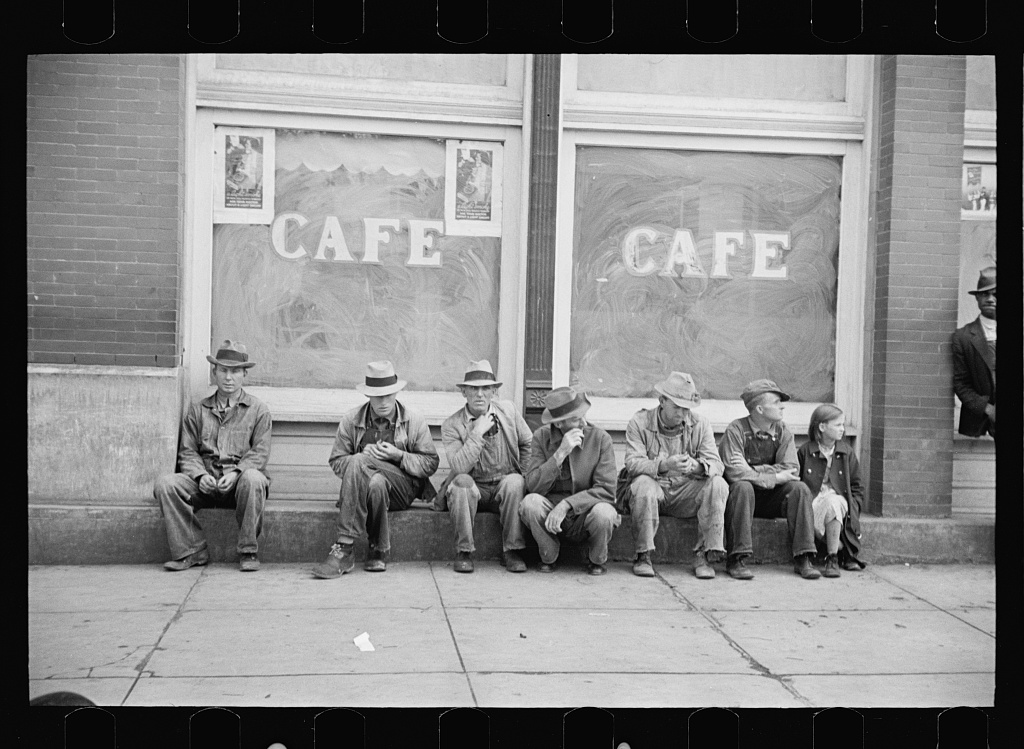
Pikeville, Tennessee
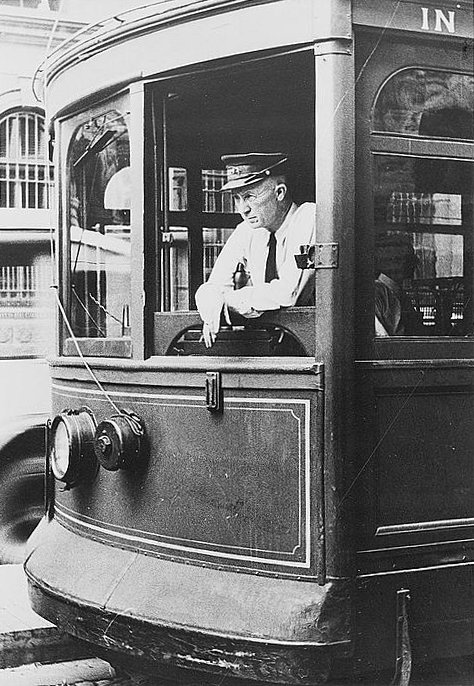
Konduktér v tramvaji, Washington D.C.